# Arkedo Studio
Arkedo Studio est un studio indépendant français de développement de jeux vidéo, fondé en 2006 et domicilié à Paris.

## Historique
Jusqu'en 2013, il est composé de 8 personnes, et développe principalement des jeux à petit budget typés arcade.
En février 2013, les membres du studio annoncent la dissolution de l'équipe, dans le but d'éviter une faillite, ou une liquidation judiciaire. Ainsi, le studio existe toujours juridiquement.

## Jeux développés
| Titre                              | Date de sortie | Plates-formes                              |
| ---------------------------------- | -------------- | ------------------------------------------ |
| Nervous Brickdown                  | 2007           | Nintendo DS                                |
| Big Bang Mini                      | 2009           | Nintendo DS                                |
| Arkedo Series: 01 JUMP!            | 2009           | Xbox Live Indie Games, PlayStation Network |
| Arkedo Series: 02 SWAP!            | 2009           | Xbox Live Indie Games, PlayStation Network |
| Arkedo Series: 03 PIXEL!           | 2009           | Xbox Live Indie Games, PlayStation Network |
| OMG: Our Manic Game                | 2010           | Windows Phone                              |
| Hell Yeah! La Fureur du lapin mort | 2012           | Steam, Xbox Live, PlayStation Network      |
| Poöf vs. The Cursed Kitty!         | 2013           | Steam                                      |